# Monoのうた
「monoのうた」は、シネフォト部のアルバム。2025年7月2日にアニプレックスより発売された。

## 概要
テレビアニメ『mono』のキャラクターソングアルバム。オープニングテーマ「メニメリ・メモリーズ!」を含む全7曲が収録された。
期間限定通常盤の1種での発売で、特典として「メニメリ・メモリーズ!」のミュージックビデオとそのメイキング映像を収録したBlu-rayが付属する。ミュージックビデオとメイキング映像の制作はteam K.Kによるもの。
店舗共通購入特典としてジャケットイラストを使用したA4サイズクリアファイルが用意された。

## 収録内容
| #         | タイトル                          | 作詞         | 作曲・編曲     | 歌唱                     | 時間  |
| --------- | --------------------------------- | ------------ | -------------- | ------------------------ | ----- |
| 1.        | 「メニメリ・メモリーズ!」         | やぎぬまかな | 石濱翔         | シネフォト部             | 3:46  |
| 2.        | 「ココロパノラマ」                | 稲葉エミ     | 秋の宮島       | 雨宮さつき (CV.三川華月) | 4:11  |
| 3.        | 「Happy Moviegenic!」             | 稲葉エミ     | やしきん       | 霧山アン (CV.古賀葵)     | 3:36  |
| 4.        | 「マイペース解像度」              | 稲葉エミ     | タカハシヒビキ | 敷島桜子 (CV.遠野ひかる) | 3:26  |
| 5.        | 「猫とうたた寝日和」              | 稲葉エミ     | eba            | 秋山春乃 (CV.上田麗奈)   | 3:49  |
| 6.        | 「ソフトクリームイグニッション!」 | 大畑拓也     | 大畑拓也       | 駒田華子 (CV.河瀬茉希)   | 3:37  |
| 7.        | 「Wonderers!!!」                  | 稲葉エミ     | うたたね歌菜   | シネフォト部             | 3:28  |
| 合計時間: | 合計時間:                         | 合計時間:    | 合計時間:      | 合計時間:                | 25:53 |

| #  | タイトル                                                    | 作詞 | 作曲・編曲 |
| -- | ----------------------------------------------------------- | ---- | ---------- |
| 1. | 「メニメリ・メモリーズ!」(ミュージックビデオ)               |      |            |
| 2. | 「メニメリ・メモリーズ!」(ミュージックビデオメイキング映像) |      |            |

## クレジット

### レコーディングメンバー
| メニメリ・メモリーズ! - Drums: 髭白健 - Bass: 小栢伸五 - Guitar: 堀崎翔 - Strings: 室屋光一郎ストリングス - Chorus: やぎぬまかな - All Other Instrumentals & Programming: 石濱翔 ココロパノラマ - Drums: 髭白健 - Bass: 工藤冷（F.M.F） - Guitar: 奈良悠樹（F.M.F） - All Other Instrumentals & Programming: 秋の宮島 Happy Moviegenic! - All Other Instrumentals & Programming: やしきん（F.M.F） マイペース解像度 - All Other Instrumentals & Programming: タカハシヒビキ（F.M.F） | 猫とうたた寝日和 - Bass: 中平"チェリー"皓也 - All Other Instrumentals & Programming: eba（F.M.F） ソフトクリームイグニッション! - Drums: 髭白健 - Bass, Guitar, All Other Instrumentals & Programming: 大畑拓也（F.M.F） Wonderers!!! - Drums: 髭白健 - Chorus: maimie - Piano, Guitar, All Other Instrumentals & Programming: うたたね歌菜（F.M.F） |

### スタッフ
- Recording Studio: VICTOR STUDIO、Sound Inn Studio、aLIVE RECORDING STUDIO、SOUND ATELIER
- Mixing Studio: VICTOR STUDIO
- Recording Engineer: 高須寛光（VICTOR STUDIO）[Tr.01]、上條直之（F.M.F）[Tr.02-07]、笹川景太（F.M.F）[Tr.03, 07]
- Mixing Engineer: 高須寛光（VICTOR STUDIO）[Tr.01]、上條直之（F.M.F）[Tr.02-07]
- Product Coordinator: みずみゆり（MONACA）[Tr.01]、谷原亮（F.M.F）[Tr.02-07]
- Mastering Engineer: 茅根裕司（Sony Music Studios Tokyo）
- Mastering Studio: Sony Music Studios Tokyo

- Producer: 山内真治（ANIPLEX）
- Director: 安谷屋光生（ANIPLEX）